# Volvo 7700A
A Volvo 7700A a Volvo városi-elővárosi alacsony padlós, csuklós autóbusza volt 2003 és 2012 között. Az autóbuszokat az előző változattal, a Volvo 7000A-val ellentétben kizárólag a lengyelországi Wrocławban gyártották. Az autóbuszok dízel mellett CNG meghajtással is közlekedtek. Szóló változata a Volvo 7700, utódja pedig a Volvo 7900A.

## Története
Az 1998 óta gyártásban lévő Volvo 7000A-t és a szóló Volvo 7000-et 2003-ban átnevezték Volvo 7700A-ra, valamint 7700-ra, hogy jobban illeszkedjen a Volvo többi, 2001-ben bemutatott autóbuszához, mint például a Volvo 8700-hoz és a Volvo 9700-hoz. A modellek átnevezése mellett néhány apróbb változás történt csak ebben az évben.
2006-ban mind a csuklós, mind a szóló változat modernizáláson esett át. A korábban használt Volvo B7LA alvázat lecserélték az új Volvo B9LA alvázra. Az alváz mellett a homlok- és a hátfalat is érte változtatás: a busz elején megváltozott a „hűtőrács” és a lámpafészkek, a busz hátsó lámpáit körlámpákra cserélték, valamint az Euro V-ös motor nagyobb hűtésigénye miatt kapott egy „puttonyt” is.
A magyar Alfa Busz Kft. 2009-ben 102 darab, a Volvo 7700-ra hasonlító buszokat gyártott Debrecenbe Alfa Cívis 12 néven. Ezek a buszok mellé 40 csuklós buszt gyártott a Volvo Wrocławban, melyek Debrecenben 7700A típusjelzés helyett Alfa Cívis 18 néven kerültek forgalomba.
Utódját, a Volvo 7900A-t a 2011-es Busworldön mutatták be, azonban a Volvo 7700A 2012-ig gyártásban maradt.

## Magyarországon
Az autóbuszok korábban Volvo 7000A néven készültek.
| Üzemeltető                   | Darab |
| ---------------------------- | ----- |
| Volánbusz Zrt.               | 115   |
| Budapesti Közlekedési Zrt.   | 80    |
| Tüke Busz Zrt.               | 38    |
| Szegedi Közlekedési Társaság | 3     |
| Összesen                     | 236   |

### Budapesten
Magyarországon az első Volvo 7700A autóbuszok 2004-ben jelentek meg Budapesten, a BKV-nál. 2004 és 2006 között 150 darabot vásároltak ebből a típusból. A járműveket kifejezetten a budapesti igények szerint alakították ki, de a szállítási évtől függően különböznek a felszereltségükben.
A 2004-es szállítású járművek narancssárga kapaszkodóval, vandálbiztosnak nevezett kényelmetlen ülésekkel, 1/4 részben nyitható ablakokkal érkeztek, viszont légkondicionáló berendezést nem kértek a buszokhoz. Ebből már az első évben botrány volt, ezért a BKV utólagosan felszereltette a járműveket légkondicionálóval, amelyek beszerelésével 2008-ra végeztek.
A 2005-ös és a 2006-os szállítású autóbuszok már kényelmesebb ülésekkel, légkondicionálóval, 1/2 részben nyitható ablakokkal és zöld színű kapaszkodókkal érkeztek, valamint a 2005-ös járműpark egy része (FKU-901-től FKU-916-ig) GPS-berendezést is kapott. A 2006-os szállítású járművek a budapesti útviszonyokra való tekintettel már merev első tengellyel érkeztek, míg a két korábbi évjárat buszai lengőkaros felfüggesztésűek. Automata ZF sebességváltójuk már nem 5, hanem 6 sebességes, illetve újabb műszerfalat is kaptak.
Érkezésükkor valamennyi jármű Vultron optikai utastájékoztatóval és Protokon jegykezelővel volt felszerelve. A BKV-s Volvo 7700A buszokon ezen kívül elektronikus fogyasztásmérő rendszer is üzemel, amely rádiós adathálózaton keresztül jelenti a napi üzemanyag-fogyasztást a garázsba történő beálláskor. Ez az utólag telepített rendszer zavarja a Volvo saját fedélzeti számítógépének működését, ilyenkor lefagyás jelentkezik, amely csak áramtalanítással és a motor újraindításával orvosolható. A fogyasztásmérő rádióadóját ezért a sofőr-utasítás szerint csak a garázsba beállva szabad üzembe helyezni.[forrás?]
- 2004-es széria: FJX-186–FJX-235
- 2005-ös széria: FKU-901–FKU-950
- 2006-os széria: FLR-700–FLR-749 (FLR-723 2018-ban átrendszámozva PON-993-ra)

2014-től a középjavítások során az összes járművet felújították, a külső és utastéri arculatot, illetve a motorikus és gépészeti berendezéseket egyaránt.
Jelenleg 80 Volvo 7700A autóbusz közlekedik Budapesten, melyből 13 a 2004-es, 24 a 2005-ös, 43 pedig a 2006-os szériába tartozik.
| Selejtezések     | Selejtezések |
| ---------------- | --- |
| 2019. március    | FJX-207 |
| 2019. május      | FKU-911 |
| 2020. augusztus  | FKU-928 |
| 2021. február    | FJX-204 |
| 2022. március    | FJX-216 |
| 2022. szeptember | FJX-203, FJX-217 |
| 2022. október    | FJX-195 |
| 2022. november   | FJX-199, FJX-201, FJX-232, FJX-233, FKU-910, FKU-935 |
| 2022. december   | FJX-189, FJX-194, FJX-202, FJX-205, FJX-212, FJX-213, FJX-219, FJX-225, FJX-231, FKU-908, FKU-917 |
| 2023. január     | FJX-186, FKU-913, FKU-919, FKU-923, FKU-947 |
| 2023. március    | FJX-191, FJX-209, FJX-221, FJX-222, FJX-223, FJX-224, FJX-227, FJX-229, FKU-902, FKU-934 |
| 2023. május      | FJX-192 |
| 2023. június     | FLR-718, FLR-720, FLR-726, FLR-729, FLR-748 |
| 2023. szeptember | FJX-190 (SZKT-nak bérbeadva), FJX-196, FJX-198 (SZKT-nak bérbeadva), FJX-200 (SZKT-nak bérbeadva), FJX-206, FJX-208, FJX-211, FJX-228 (SZKT-nak bérbeadva), FKU-905, FKU-906, FKU-914, FKU-922, FKU-931, FKU-938, FKU-941, FKU-942, FKU-946 |
| 2023. október    | FLR-731, FLR-734 |
| 2024. október    | FKU-944 |
| 2025. január     | FLR-706, FLR-707 |

| Buszjáratok (2023. március) |
| --- |
| 7, 7E, 7G, 9, 30, 30A, 31, 32, 44, 45, 85, 85E, 97E, 107, 108E, 133E, 161E, 168E, 202E, 230, 244, 261E, 907, 907A, 908, 909, 909A, 914, 914A, 950, 950A, 956, 973A, 979, 979A, M3 |

## Képek

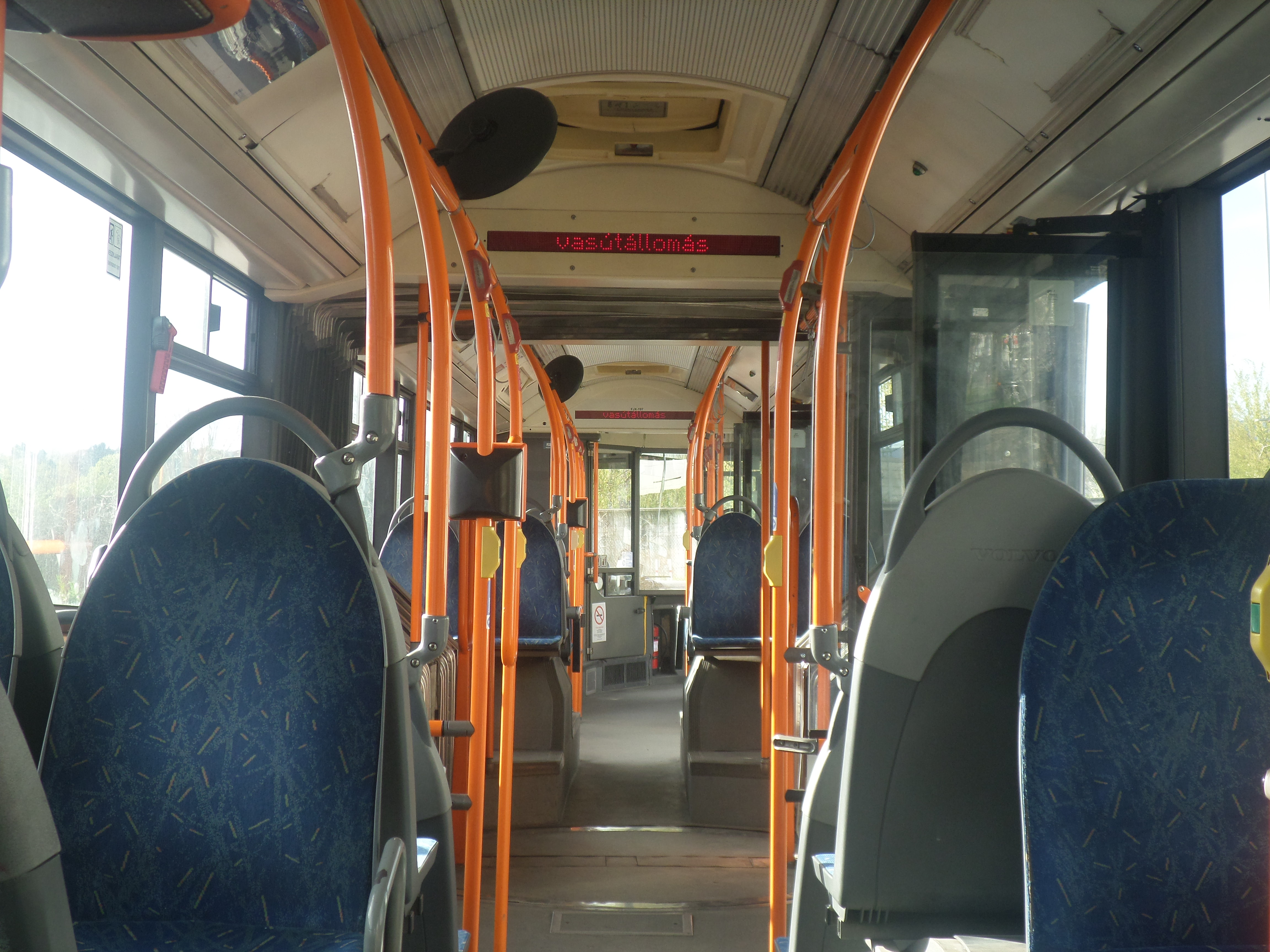
2004-es évjáratú Volvo utastere, eredeti állapotban
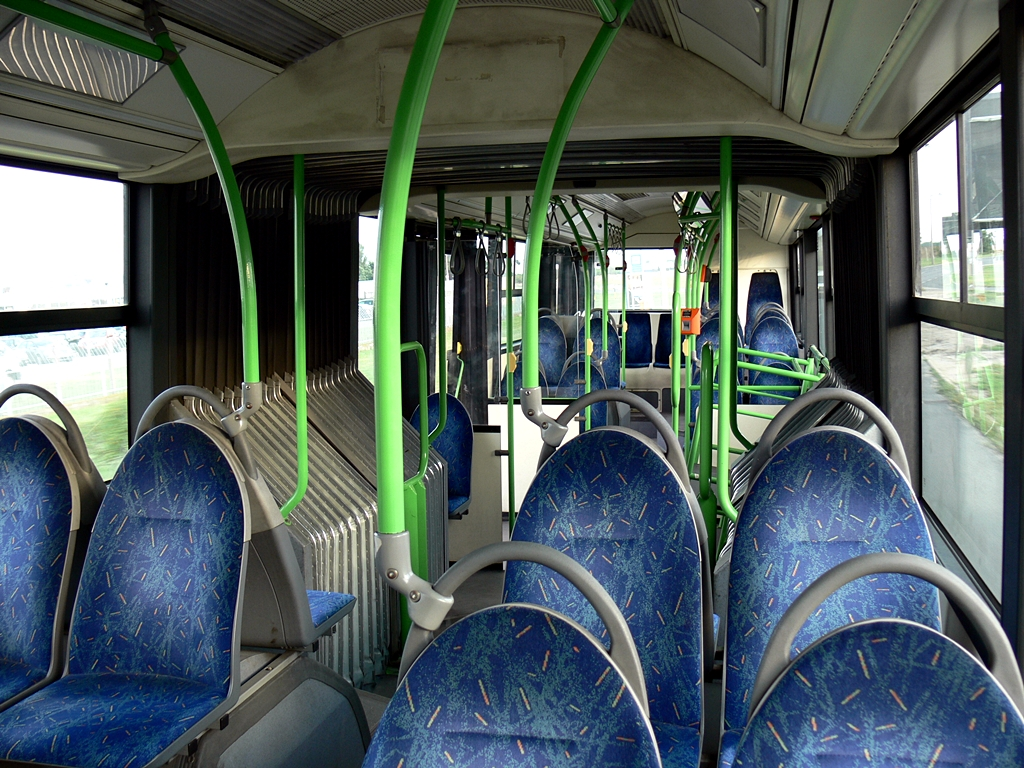
2005-ös és 2006-os évjáratú Volvók utastere, eredeti állapotban
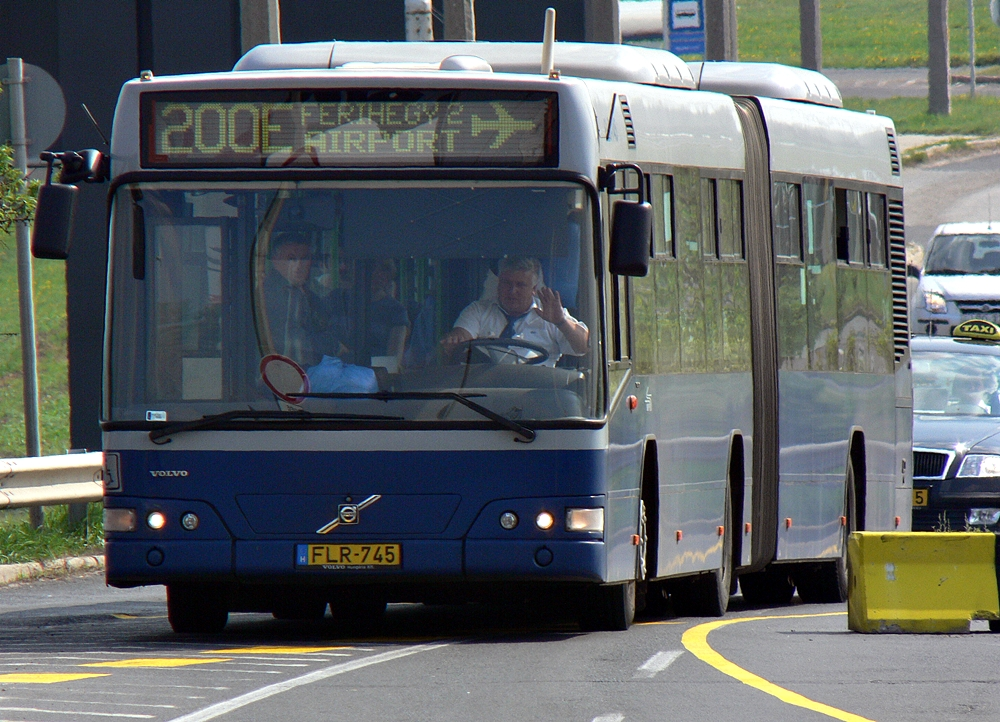
A budapesti reptéren
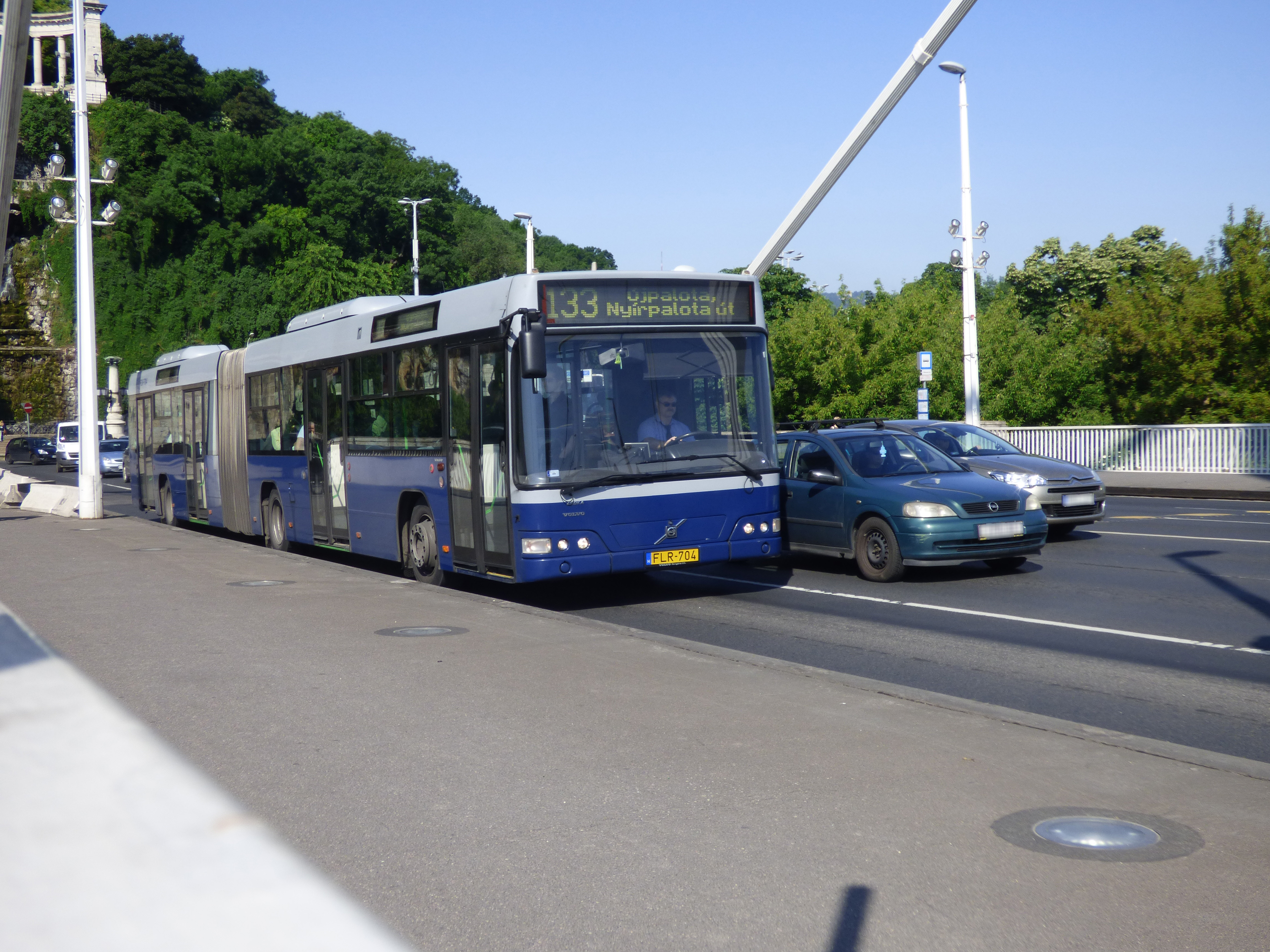
A budapesti Erzsébet hídon
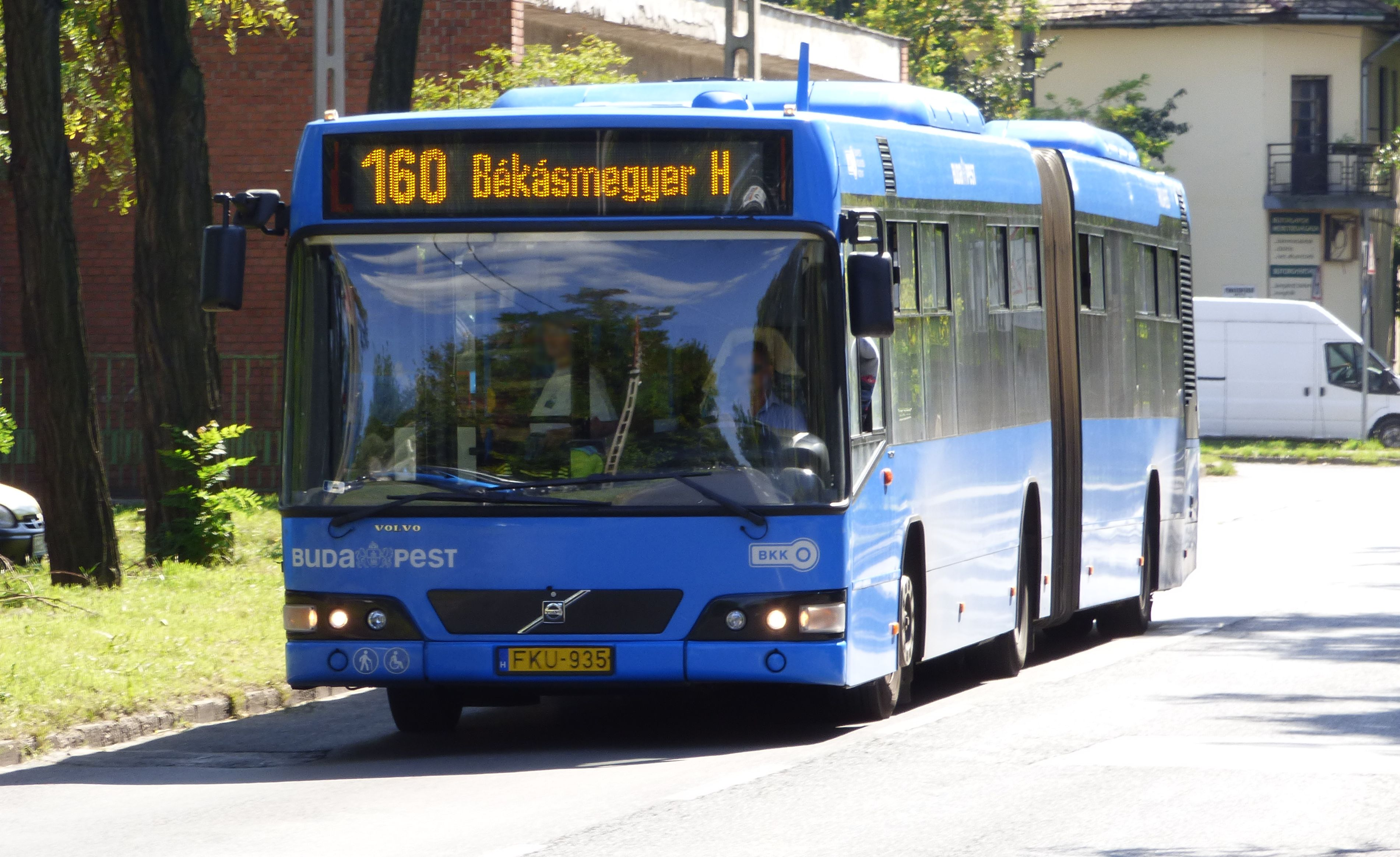
Felújított busz Óbudán
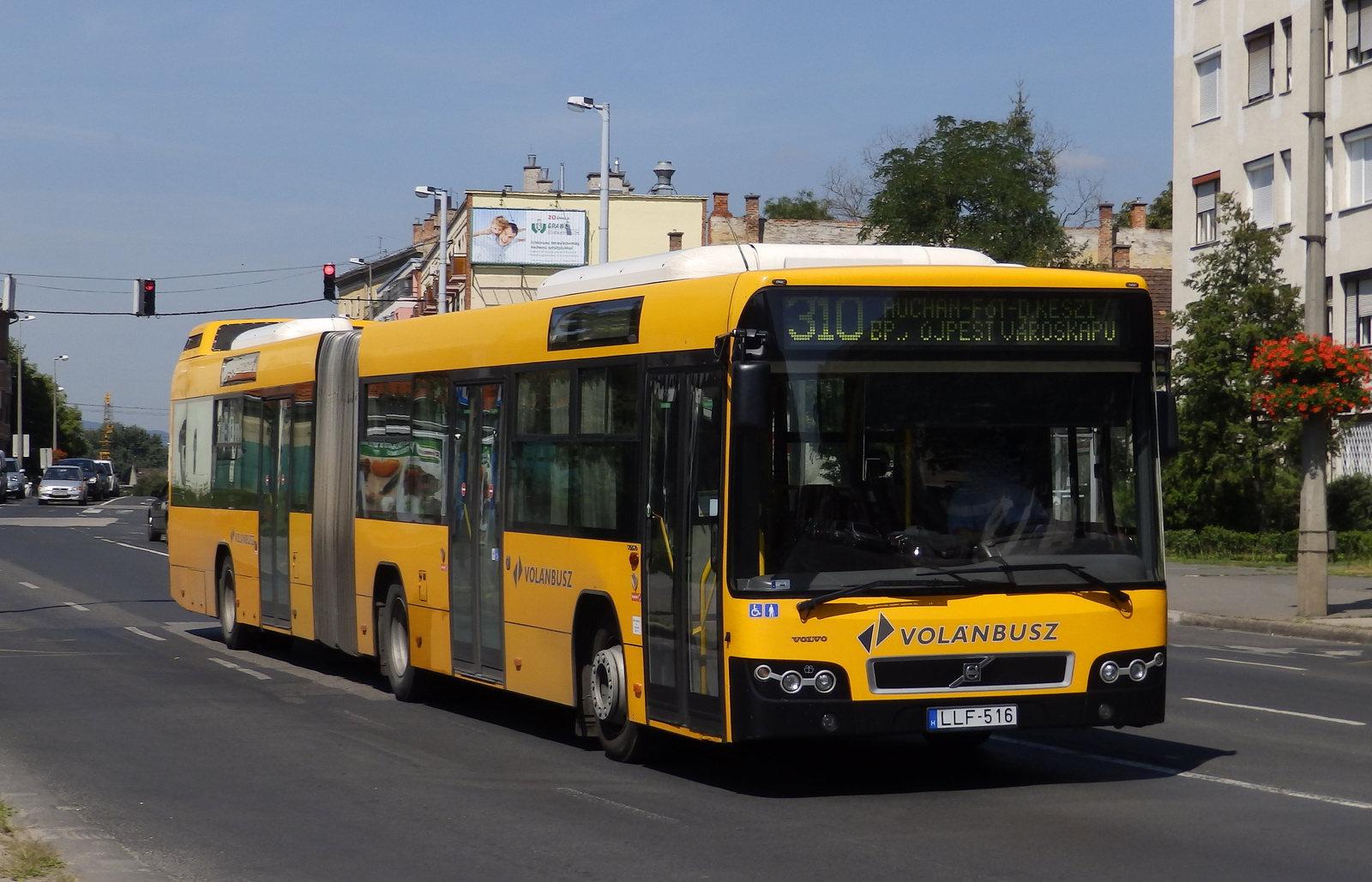
A Volánbusz járműve Újpesten
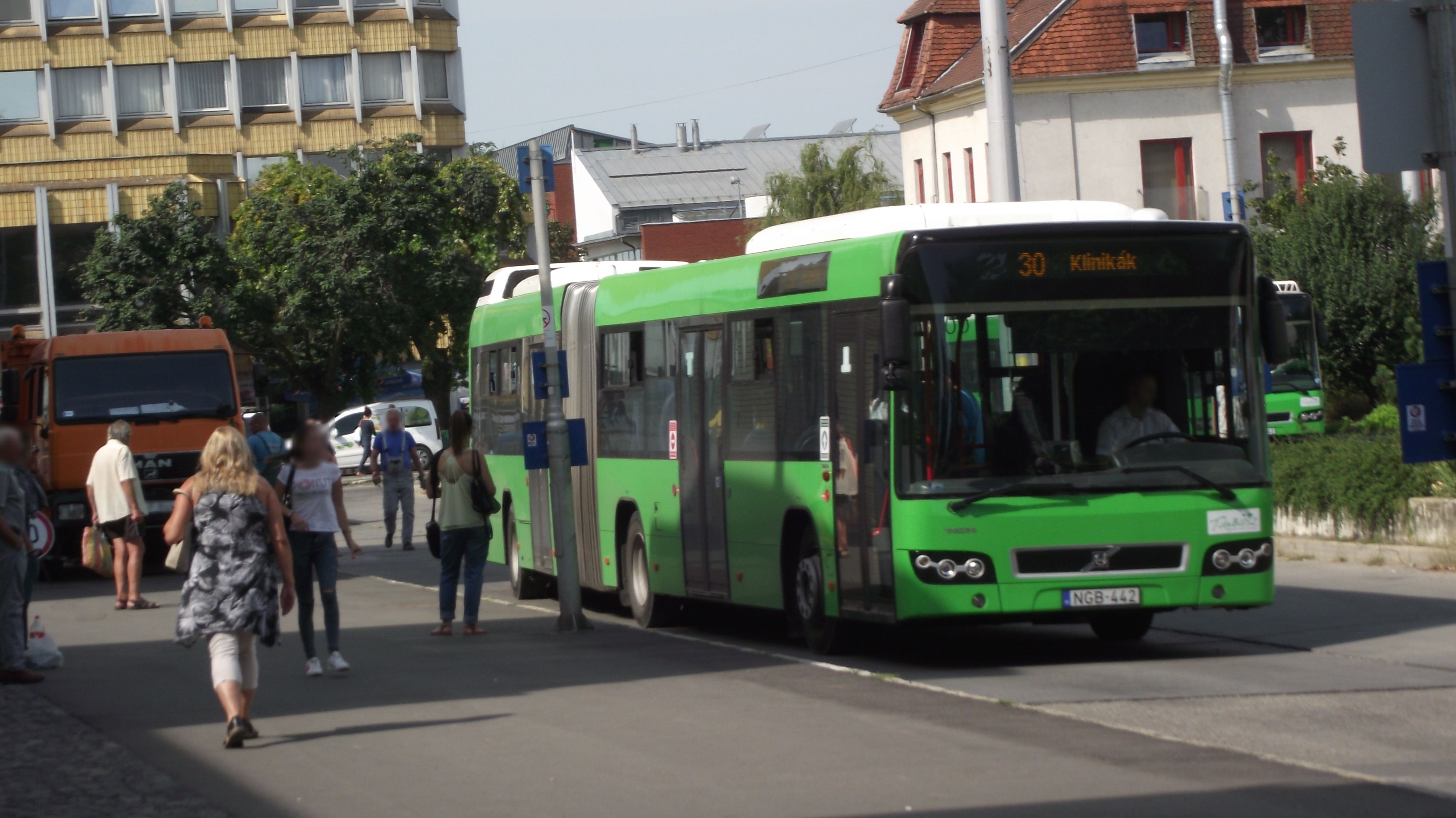
Pécsett a Főpályaudvarnál
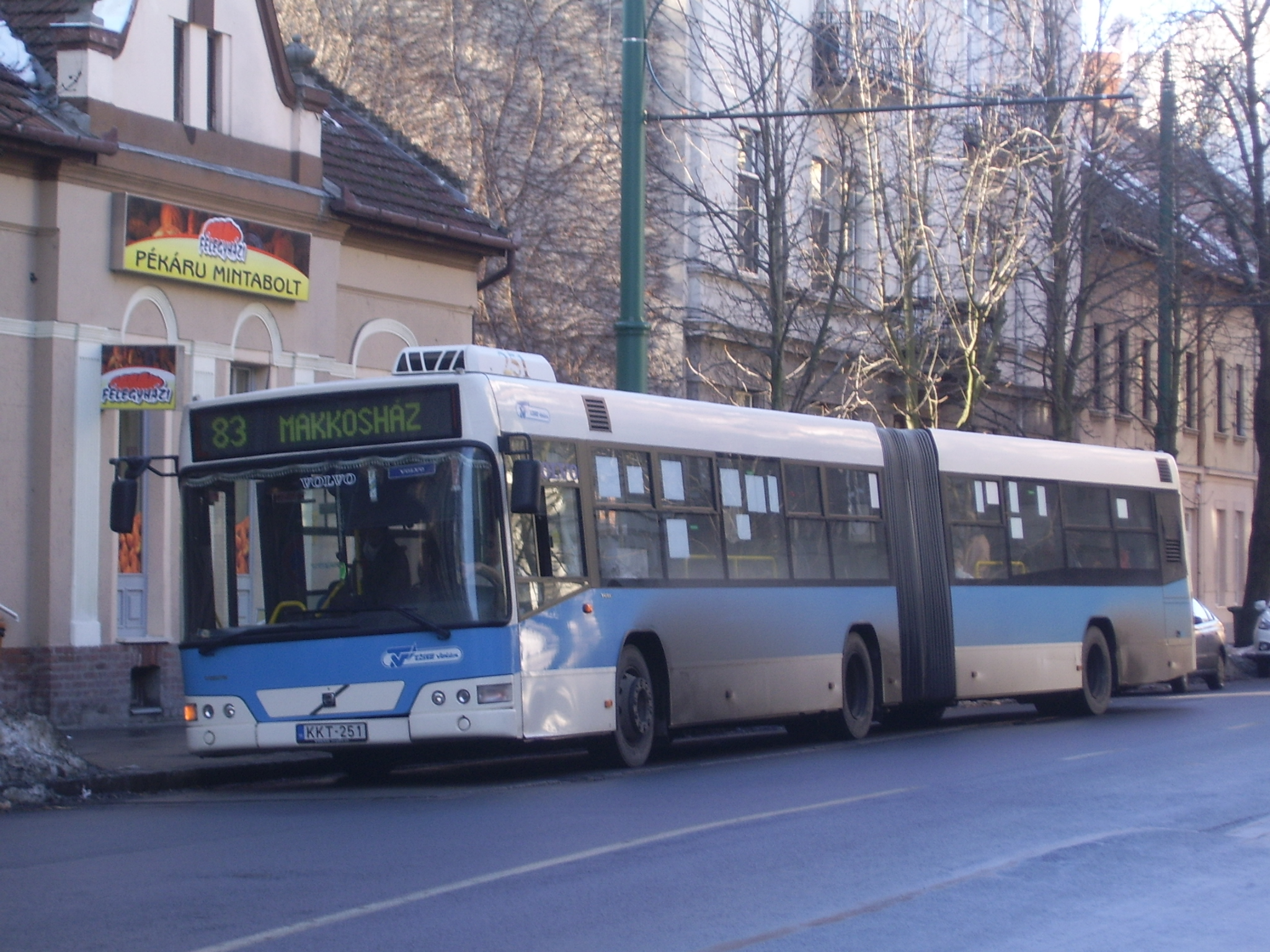
Szegeden a 83-as vonalon

## Külső hivatkozások
- Volvo Autóbuszok Magyarország. (Hozzáférés: 2018. április 15.)
- Volvo és a design – 7000-es széria. BusWorld blog, 2014. október 4. (Hozzáférés: 2018. április 13.)[halott link]